# Weyhestraße 4 (Quedlinburg)

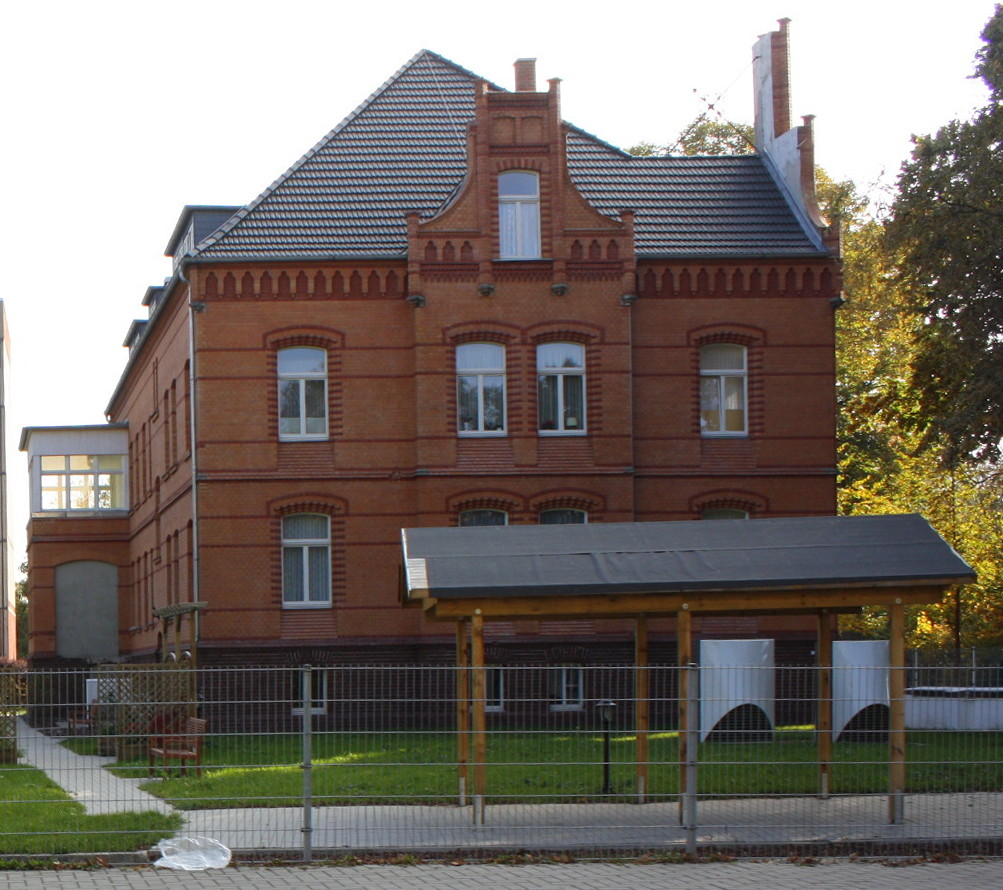
Villa Weyhestraße 4

Die Villa Weyhestraße 4 ist ein denkmalgeschütztes Gebäude in der Stadt Quedlinburg in Sachsen-Anhalt.

## Lage
Das Haus befindet sich nordöstlich der historischen Quedlinburger Innenstadt im Bereich des Stadtgebiet Kleers. Es ist im Quedlinburger Denkmalverzeichnis als Villa eingetragen.

## Architektur und Geschichte
Die Villa entstand um 1900 als Wohn- und Verwaltungsgebäude des Gartenbauunternehmens F. Rögner, das 1822 den Quedlinburger Abteigarten übernommen und seitdem seinen Firmensitz vor Ort hatte.
Es entstand ein zweigeschossiges mit Klinkern errichtetes repräsentatives Gebäude. Zur Gliederung der Fassaden wurden rote, dunkelrote und orangefarbene Steine eingesetzt. Die Gestaltung lehnt sich an den Stil der Hochgotik an. Die Villa verfügt über Blendgiebel, Erker, Seitenrisalite und Dachhäuschen. Im Traufgesims findet sich ein Kleeblattbogenfries. Die Eingangstür stammt aus der Bauzeit. Gleiches gilt für die Gestaltung des Treppenhauses und die Türen zu den einzelnen Geschossen.